# Coulter (Iowa)
Coulter è un comune degli Stati Uniti d'America, situato nello stato dell'Iowa, nella contea di Franklin.